# Бенімасот
Бенімасот (валенс. Benimassot (офіційна назва), ісп. Benimasot) — муніципалітет в Іспанії, у складі автономної спільноти Валенсія, у провінції Аліканте. Населення — 129 осіб (2010).

## Географія
Муніципалітет розташований на відстані близько 350 км на південний схід від Мадрида, 48 км на північ від Аліканте.

## Демографія
Динаміка населення (INE ):

## Галерея зображень

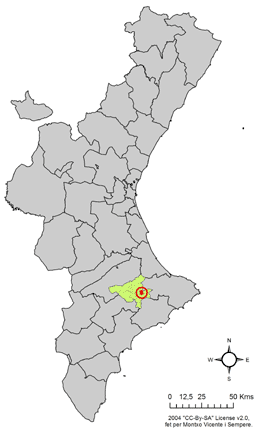
Розташування муніципалітету Бенімасот у автономній спільноті Валенсія
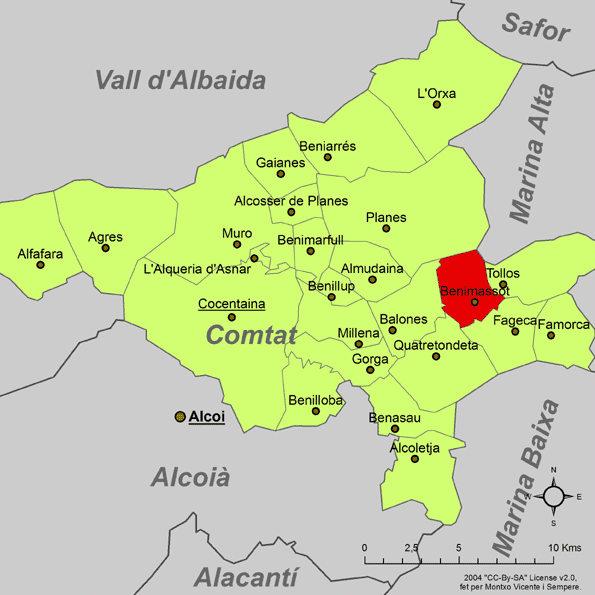
Розташування муніципалітету @~ у комарці Кондадо-де-Косентайна
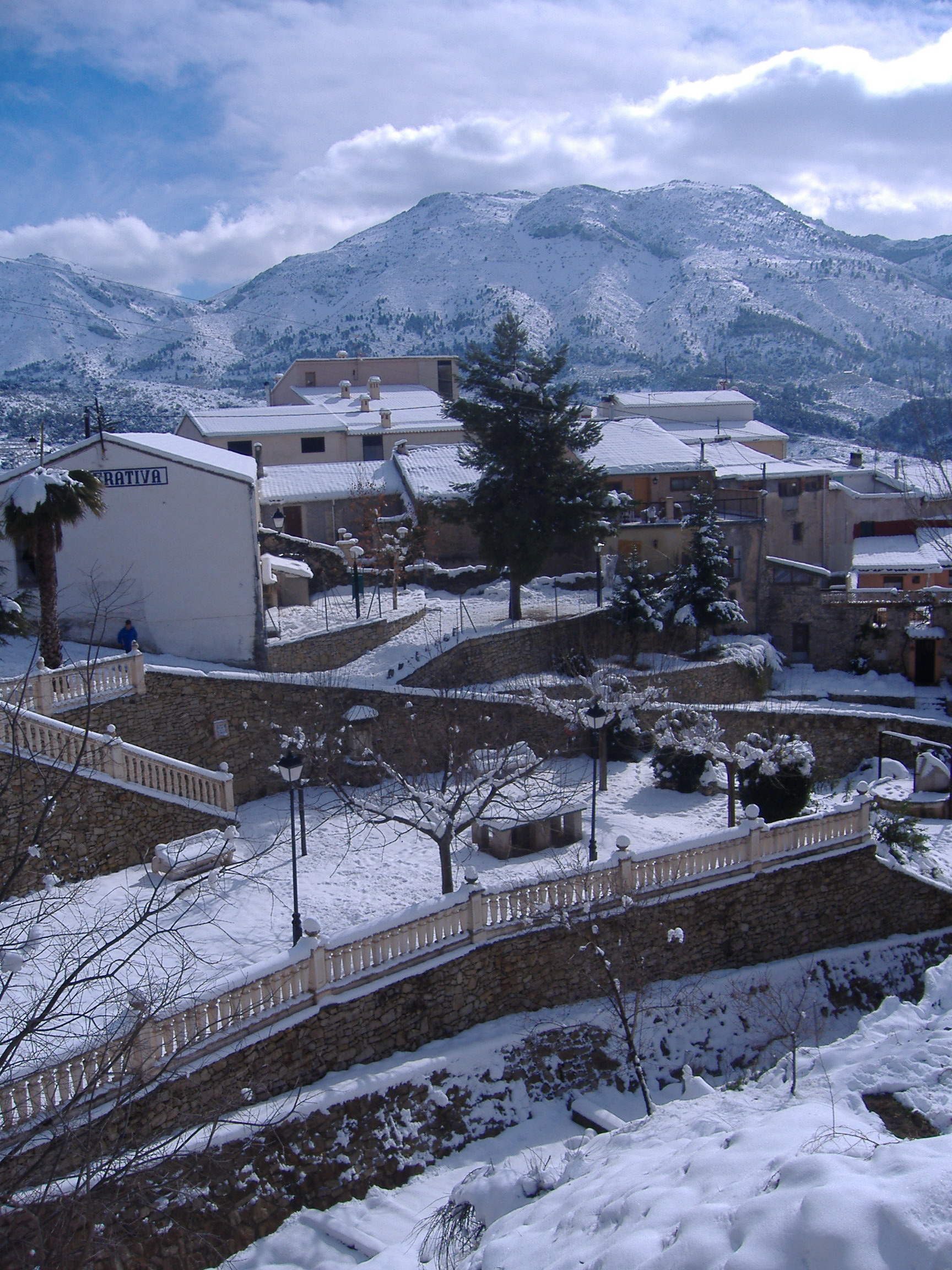
Бенімасот взимку